# Chalcosyrphus vecors
Chalcosyrphus vecors är en tvåvingeart som först beskrevs av Osten Sacken 1875.  Chalcosyrphus vecors ingår i släktet mulmblomflugor, och familjen blomflugor. Inga underarter finns listade i Catalogue of Life.